# Hermodore de Salamine
Pour les articles homonymes, voir Hermodore.
Hermodore de Salamine est un architecte grec originaire de Salamine de Chypre, actif à Rome durant la deuxième moitié du IIe siècle av. J.-C.

## Biographie
En activité à Rome entre 146 et 102 av. J.-C., période d'hellénisation intense, Hermodore est un des premiers architectes grecs ayant travaillé dans la ville. Il contribue à la construction d'édifices qui marque le début de la monumentalisation du Champ de Mars comme le temple de Jupiter Stator ou le temple de Mars. Son œuvre inspire Vitruve dans la rédaction de son traité De l'architecture où il s'appuie sur les plans d'Hermodore pour proposer une recomposition idéale d'un temple périptère,. Hermodore travaille essentiellement en collaboration avec des sculpteurs grecs néo-attiques comme Dionysos et Polyclès, auteurs de la statue de culte du temple de Jupiter Stator, et Scopas Mineur à qui on attribue le groupe statuaire du temple de Mars.

## Réalisations
Hermodore de Salamine dirige la construction du temple de Jupiter Stator, voué par Quintus Caecilius Metellus, consul en 143 av. J.-C. Le temple, le premier à être entièrement bâti en marbre, est placé au milieu d'une place entourée de colonnades (le portique de Metellus qui est plus tard reconstruit et rebaptisé portique d'Octavie). Il s'agit d'un des premiers exemples d'édifices religieux faisant partie d'un ensemble architectural plus vaste.
Il dessine les plans du temple de Mars voué par Decimus Junius Brutus, consul en 138 av. J.-C., et situé le long du Circus Flaminius. Il est également l'architecte qui dirige la construction ou l'agrandissement des Navalia, port fluvial de Rome,.